# فرحان شكور
فرحان شكور توفيق هو لاعب كرة قدم عراقي في مركز الهجوم والوسط المهاجم ولد في يوم 15 تشرين الأول 1995 في مدينة كركوك في العراق، يلعب حالياً مع النادي الفيصلي الاردني وسبق له اللعب مع نادي الزوراء الرياضي ونادي أربيل الرياضي ونادي السليمانية ونادي زاخو ونادي نفط الوسط ونادي النجف ونادي النفط ، لعب أيضاً مع منتخب العراق لكرة القدم ولعب أيضاً مع منتخب العراق لكرة القدم تحت 21 سنة وحقق مع المنتخب الوصافة في كأس أمم آسيا 2013 وحقق المركز الرابع في كأس العالم تحت 21 سنة في 2013، يبلغ طوله 179 سم.

## روابط خارجية
- فرحان شكور على موقع الاتحاد الدولي (مؤرشف)  (الإنجليزية)
- فرحان شكور على موقع قاعدة بيانات كرة القدم.إي يو (الإنجليزية)
- فرحان شكور على موقع ناشيونال فوتبول تيمز (الإنجليزية)
- فرحان شكور على موقع Soccerway.com (الإنجليزية)